# Spółdzielnia energetyczna
Spółdzielnia energetyczna (kooperatywa energetyczna) – rodzaj spółdzielni, której celem działalności jest produkcja energii na własny użytek oraz na sprzedaż.To lokalna wspólnota, która wytwarza i rozlicza energię odnawialną (np. z fotowoltaiki, biogazu czy wiatru) na potrzeby swoich członków – mieszkańców, gospodarstw rolnych, przedsiębiorców i jednostek samorządu terytorialnego.  
W ostatnich latach, ze względu na rozwój technologii małoskalowego wytwarzania energii ze źródeł odnawialnych, dynamicznie rozwijają się spółdzielnie energetyczne, np. w Niemczech, Danii, Francji, Włoszech czy Wielkiej Brytanii (Baywind Energy Co-operative). W Unii Europejskiej powstało także porozumienie REScoop 20-20-20 zrzeszające kooperatywy energetyczne z 7 krajów.
Pierwszą spółdzielnią energetyczną w Polsce jest Spółdzielnia Nasza Energia, która została powołana z inicjatywy zamojskiej firmy Bio Power sp. z o.o. oraz czterech gmin z powiatu zamojskiego, tj. Komarów-Osada, Sitno, Skierbieszów, Łabunie. 

## Jak działają spółdzielnie energetyczne
W praktyce wyróżnia się trzy główne modele działania spółdzielni energetycznych:
- Model wspólnej instalacji (centralnej). W tym wariancie spółdzielnia buduje lub dzierżawi wspólne źródło energii (np. farmę PV lub biogazownię), a członkowie uczestniczą w jego finansowaniu i korzystają z energii według ustalonych zasad (np. proporcjonalnie do udziałów lub zużycia). Przykład: spółdzielnia stawia instalację 1 MW i sprzedaje członkom energię po 650 zł/MWh zamiast rynkowych 1400 zł/MWh.

- Model zdecentralizowany (instalacje członków). Tutaj każdy członek posiada swoją instalację (np. panele PV) i wnosi ją do majątku wspólnego. Spółdzielnia bilansuje zużycie i nadwyżki energii pomiędzy członkami, pełniąc funkcję koordynatora energetycznego (wirtualna elektrownia). To rozwiązanie jest korzystne zwłaszcza tam, gdzie wiele osób już posiada instalacje PV.

- Model hybrydowy. Możliwe jest także połączenie obu powyższych – część energii pochodzi ze wspólnej instalacji, część z prywatnych źródeł należących do członków.

### Rozliczenia i infrastruktura[6]
Spółdzielnia rozlicza się z tzw. sprzedawcą zobowiązanym, który bilansuje energię na poziomie sieci. Ustawodawca przewiduje szereg ulg, w tym: brak opłat za dystrybucję zmienną i stałą (do 1 MW), brak obowiązku posiadania koncesji i świadectw pochodzenia, system opustów (1 kWh energii oddanej do sieci = 0,6 kWh do odbioru), zwolnienie z podatku akcyzowego.
Rozliczenia mogą być prowadzone ręcznie lub z wykorzystaniem nowoczesnych systemów IT i liczników zdalnego odczytu.

## Przykłady spółdzielni energetycznych w Polsce
W Polsce dynamicznie rośnie liczba inicjatyw związanych ze spółdzielczością energetyczną. Oficjalny wykaz spółdzielni prowadzi Krajowy Ośrodek Wsparcia Rolnictwa (KOWR). Projekt RENALDO realizowany przez Ministerstwo Rolnictwa i Rozwoju Wsi oraz GIZ (2021–2023) wsparł również powstanie kolejnych pilotażowych spółdzielni energetycznych. Poniżej przedstawiono kilka przykładów działających lub planowanych projektów, ilustrujących różnorodność podejmowanych działań:
- Spółdzielnia Energetyczna „Zielona Gmina” (Raciechowice, woj. małopolskie): Uznawana za pierwszą spółdzielnię wpisaną do rejestru KOWR [2]. Opiera się na współpracy gminy, rolników i firm, wykorzystując instalacje fotowoltaiczne.
- Spółdzielnia Energetyczna w Potęgowie (woj. pomorskie): Zrzesza gminę, zakład komunalny i gospodarstwa rolne. Planuje wykorzystywać energię z fotowoltaiki i biogazowni[7].
- Energia Społeczna w Michałowie (woj. podlaskie): Projekt zakładający integrację lokalnych źródeł OZE z magazynem energii i systemem zarządzania
- Żerkowska Spółdzielnia Energetyczna (woj. wielkopolskie): Jeden z przykładów spółdzielni zarejestrowanych w KOWR, skupiający się na lokalnej produkcji i dystrybucji energii   Każdy z tych przykładów wykazuje duży potencjał ekonomiczny i środowiskowy, a także stanowi wzorzec do powielenia w innych gminach wiejskich i miejsko-wiejskich w Polsce.

Wiele innych inicjatyw jest na różnym etapie rozwoju, a ich liczba stale rośnie, co potwierdzają dane KOWR  oraz informacje publikowane przez operatorów sieci dystrybucyjnych.